# George Lucas in Love
Pour plus de détails, voir Fiche technique et Distribution.
George Lucas in Love est un court métrage américain réalisé par Joe Nussbaum (en), sorti en 1999.

## Synopsis
En 1967, alors qu'il n'est encore qu'un étudiant, George Lucas tente désespérément de terminer l'écriture d'un scénario alambiqué afin de pouvoir obtenir son diplôme. Il rencontre Marion, une fille à la coiffure originale, qui l'encourage à écrire sur ce qu'il connaît afin de mieux trouver l'inspiration.

## Fiche technique
- Titre : George Lucas in Love
- Réalisation : Joe Nussbaum (en)
- Scénario : Joe Nussbaum (en), Timothy Dowling et Daniel Shere
- Production : Gary Bryman, Jacqueline Lesko et Joseph Levy
- Musique : Deborah Lurie
- Photographie : Eric Haasa
- Montage : Ryan Gold
- Décors : Jocelyn Fredman
- Costumes : Shoshana Rubin
- Pays d'origine : États-Unis
- Format : Couleurs - 1,85:1 - Stéréo - 35 mm
- Genre : Comédie, romance
- Durée : 8 minutes
- Dates de sortie : 18 septembre 1999 (festival de Toronto), 7 octobre 1999 (festival d'Austin)

## Distribution
- Martin Hynes : George
- Lisa Jakub : Marion
- Jason Peck : Benji
- Jeff Wiens : Aaron
- David Young IV : Chuck
- Timothy Dowling : Hal
- John Rafter Lee : Ranter
- Ben Livingston : le grand type
- Jeff Statzer : le petit type
- Patrick Kerr : le professeur
- Garen Michaels : Jeb
- Amy Claire : la fille sexy
- Marilyn McIntyre : la mère
- Jeremy Jones : l'étudiant au canard

## Autour du film
- Le tournage s'est déroulé à l'université du Sud de la Californie.

## Commentaire
Une approche comique de la genèse de la saga Star Wars, dans laquelle tous les personnages récurrents trouvent leur origine dans l'entourage du jeune George Lucas. L'ambiance du film parodie celle du long métrage Shakespeare in Love dans lequel c'est le jeune William Shakespeare qui trouve l'inspiration pour ses pièces dans son entourage.

## Distinctions

### Récompenses
- 2000 : Prix Canal+ du meilleur court métrage (Festival de Deauville)
- 2000 : Prix du Public : Meilleur court métrage (Festival du Film de Floride)
- 2000 : Prix du Public : Meilleur court métrage (Festival du Film fantastique et d'horreur de San Sebastian)

### Nominations
- 2000 : Nomination pour le Prix du meilleur court métrage (Festival de Deauville)